# Poczernino (województwo zachodniopomorskie)
Poczernino, do 1945 niem. Putzernin – wieś w Polsce położona w województwie zachodniopomorskim, w powiecie białogardzkim, w gminie Karlino. W latach 1975–1998 wieś należała do województwa koszalińskiego. W roku 2007 wieś liczyła 26 mieszkańców. Miejscowość wchodzi w skład sołectwa Syrkowice.

## Geografia
Wieś leży ok. 1,5 km na zachód od Syrkowic, ok. 400 m na zachód od drogi wojewódzkiej nr 163, w pobliżu rzeki Parsęty.

## Historia
Miejscowość była wymieniona w dokumentach historycznych już w XIV wieku. Była własnością rodu von Damitz, a w końcu XIV wieku weszła w skład dóbr klasztoru cysterek w Koszalinie i ponownie po procesie przed biskupem kamieńskim, wróciła do rodziny von Damitz. W XVIII wieku i w 1. połowie XIX wieku należała do rodu Scheunemann. Od 1851 r. majątek należał do rodu Mühlenbruch. Ostatnim właścicielem był Martin Mühlenbruch.

## Zabytki
Do wojewódzkiego rejestru zabytków wpisany jest:
- park pałacowy (dworski)[4] z aleją dojazdową lipową, z drugiej połowy XIX i początku XX wieku, o pow. 3,5 ha został założony w najbliższym otoczeniu dworu. Obsadzony został drzewami rodzimymi, takimi jak (buki, dęby, lipy). W 1913 r. park powiększono i przekształcono. Dobudowano nowy budynek mieszkalny w stylu neoklasycystycznym z elementami secesyjnymi. W jego otoczeniu posadzono drzewa egzotyczne: choinę kanadyjską i daglezję. Park znajduje się też na stromej skarpie prowadzącej do rzeki Parsęty. Aleje grabów, świerków, lip prowadziły do polany, na której znajdował się grób. W parku widoczne są wyraźnie trzy części: aleja wjazdowa (obsadzona lipami), park ozdobny z sadem w otoczeniu budynku i park na zboczu doliny Parsęty. Najciekawszy drzewostan rośnie w parku ozdobnym. Przemieszczając się ścieżką wzdłuż granicy parku i pól można dojść do owalnego tarasu, na którym postawiono krzyż. Ta część parku przechodzi w naturalny las mieszany.

inne zabytki:
- Dwór w Poczerninie został zbudowany w stylu neoklasycystycznym w 1909 r. Budynek dwukondygnacyjny został wzniesiony na planie prostokąta z prostokątnym ryzalitem wejściowym, w czwartej osi fasady. Budynek, w dużej części podpiwniczony, wybudowano na wysokim fundamencie. Wnętrze dwutraktowe z klatką schodową znajdującą się w drugim trakcie. Fasada ośmioosiowa z ryzalitem tworzącym rodzaj wieży, przewyższającym budynek o jedną kondygnację. Kondygnacje oddzielone są profilowanymi gzymsami kordonowymi. Otwory okienne i drzwiowe w fasadzie otoczone są profilowanymi opaskami wykonanymi w tynku. Od II wojny światowej do roku 1947 we dworze stacjonowały wojska radzieckie, w 1947 r. dwór przejął PGR. Kubatura obiektu to 2900 m³, pow. użytkowa wynosi 550 m².